# New Albany (Indiana)
New Albany ist eine Stadt (city) und der Verwaltungssitz des Floyd County im US-Bundesstaat Indiana. Die Einwohnerzahl beträgt 37.841 (Stand 2020).
Die Stadt liegt am Ohio River gegenüber der Stadt Louisville in Kentucky.

## Geschichte
Das Land von New Albany wurde nach dem amerikanischen Unabhängigkeitskrieg offiziell den Vereinigten Staaten zugesprochen. Das Gebiet war 1779 von George Rogers Clark erobert worden. Für seine Dienste erhielt Clark große Landstriche in Südindiana, darunter den größten Teil von Floyd County. Nach dem Krieg verkaufte und verteilte Clark einen Teil seines Landes an seine Mitsoldaten. Das Gebiet von New Albany gelangte in den Besitz von Col. John Paul.
New Albany wurde im Juli 1813 gegründet, als drei Brüder aus New York – Joel, Abner und Nathaniel Scribner – an den Wasserfällen des Ohio ankamen und den Ort nach der Stadt Albany, New York, benannten. Sie kauften das Land von Col. John Paul. New Albany wurde von John Graham auf dem Land der Scribner-Brüder angelegt. Im Jahr 1814 bauten Joel und Mary Scribner ihr Haus in New Albany; das Scribner House steht noch heute.
New Albany wurde 1817 als Teil von Clark County als Stadt gegründet. Im Jahr 1819, drei Jahre nachdem Indiana als Staat anerkannt wurde, wurde New Albany der Regierungssitz für das neu gegründete Floyd County. Ein Gerichtsgebäude wurde schließlich 1824 gebaut.
New Albany wuchs schnell und war von 1816 bis 1860, als es von Indianapolis überholt wurde, die größte Stadt in Indiana. Die Dampfschifffahrt war der Motor der Wirtschaft der Stadt in der Mitte des 19. Jahrhunderts. Angetrieben von den reichlich vorhandenen Wäldern für Holz, waren mindestens ein halbes Dutzend Schiffsbauer in Betrieb und stellten eine Vielzahl von Dampf- und Packetbooten her.
1847 wurde die Stadt über die Monon-Eisenbahn mit dem Hafen in Michigan City, Indiana am Michigansee verbunden. Im Jahr 1853 wurde die New Albany High School eröffnet, die erste öffentliche High School im Bundesstaat. Die ursprüngliche Schule wurde an der Ecke von West First Street und Spring Street gebaut. New Albany war auch die erste Stadt im Staat, die einige Jahre später einen konsolidierten Schulbezirk gründete.
Während des Bürgerkriegs diente New Albany sowohl als Versorgungszentrum für die Unionstruppen als auch als medizinisches Versorgungszentrum für verwundete Soldaten. Bis zu 1500 verwundete Soldaten wurden während des Krieges in New Albany behandelt, viele nichtmedizinische Gebäude wurden zu behelfsmäßigen Krankenhäusern umfunktioniert. 1862 richtete Abraham Lincoln in New Albany einen der ersten sieben nationalen Friedhöfe ein, um die vielen Kriegstoten zu bestatten. Trotz des andauernden Krieges wurde 1865 ein neues Gerichtsgebäude gebaut, das bis in die 1960er Jahre genutzt wurde, als das aktuelle City-County-Gerichtsgebäude errichtet wurde, ebenfalls das erste in Indiana.
Während des Amerikanischen Bürgerkriegs schwand der Handel mit dem Süden, da New Albany von beiden Seiten boykottiert wurde, von den Konföderierten, weil es in einem Unionsstaat lag, und vom Norden, weil es als zu freundlich zum Süden angesehen wurde. Indianapolis überholte New Albany 1860 als größte Stadt Indianas und auf der anderen Seite des Flusses wuchs die Bevölkerung von Louisville viel schneller, so dass New Albany nie wieder seine ursprüngliche Bedeutung erlangte. Die einst robuste Dampfschiffindustrie endete 1870.
In der zweiten Hälfte des 19. Jahrhunderts erlebte New Albany trotz des Zusammenbruchs der Dampfschifffahrt einen industriellen Aufschwung. Das Aufkommen der Eisenbahn schuf wirtschaftliche Möglichkeiten für die Stadt als Zentrum für die Verpackung von Schweinefleisch und die Reparatur von Lokomotiven. Im Jahr 1886 wurde eine Brücke über den Ohio River gebaut, die eine Schienen- und Straßenverbindung mit Kentucky herstellte. 1865 wurde die American Plate Glass Works eröffnet, die bis zu 2000 Arbeiter beschäftigte. Als die Fabrik 1893 umzog erlebte die Stadt einen wirtschaftlichen Niedergang.
Die Interstate 64 wurde 1961 durch New Albany gebaut und führte zum Bau der Sherman Minton Bridge. Das Projekt kostete 14,8 Millionen Dollar. Die Brücke wurde nach dem US-Senator und späteren Richter am Obersten Gerichtshof Sherman Minton benannt, der aus dem nahegelegenen Georgetown stammte und in New Albany als Anwalt praktizierte.

## Demografie
Nach einer Schätzung von 2019 leben in New Albany 36.843 Menschen. Die Bevölkerung teilt sich im selben Jahr auf in 85,5 % Weiße, 9,1 % Afroamerikaner, 0,5 % amerikanische Ureinwohner, 0,8 % Asiaten und 3,2 % mit zwei oder mehr Ethnizitäten. Hispanics oder Latinos aller Ethnien machten 5,2 % der Bevölkerung aus. Das mittlere Haushaltseinkommen lag bei 48.734 US-Dollar und die Armutsquote bei 17,9 %.

## Bildung
Die Indiana University Southeast befindet sich in New Albany. Sie bildet einen regionalen Ableger des Indiana University System. Daneben gibt es verschiedene staatliche und private Schulen.

## Söhne und Töchter der Stadt
- George Brown Goode (1851–1896), Ichthyologe
- James W. Dunbar (1860–1943), Politiker
- Edward Mann Lewis (1863–1949), Generalmajor der United States Army
- Kathleen Kerrigan (1868–1957), Filmschauspielerin
- Joseph Elmer Ritter (1892–1967), Geistlicher und Erzbischof von Saint Louis
- Robert Staughton Lynd (1892–1970), Soziologe
- Billy Herman (1909–1992), Baseballspieler und -manager
- Jamey Aebersold  (* 1939), Jazz-Saxophonist
- Ronald L. Akers (1939–2024), Soziologe und Kriminologe
- Jay Wiseman (* 1949), Autor
- Camille Wright (* 1955), Schwimmerin
- Rodney Mott (* 1957), Basketballschiedsrichter
- Braydon Hobbs (* 1989), Basketballspieler
- Rondale Moore (* 2000), American-Football-Spieler

## Galerie

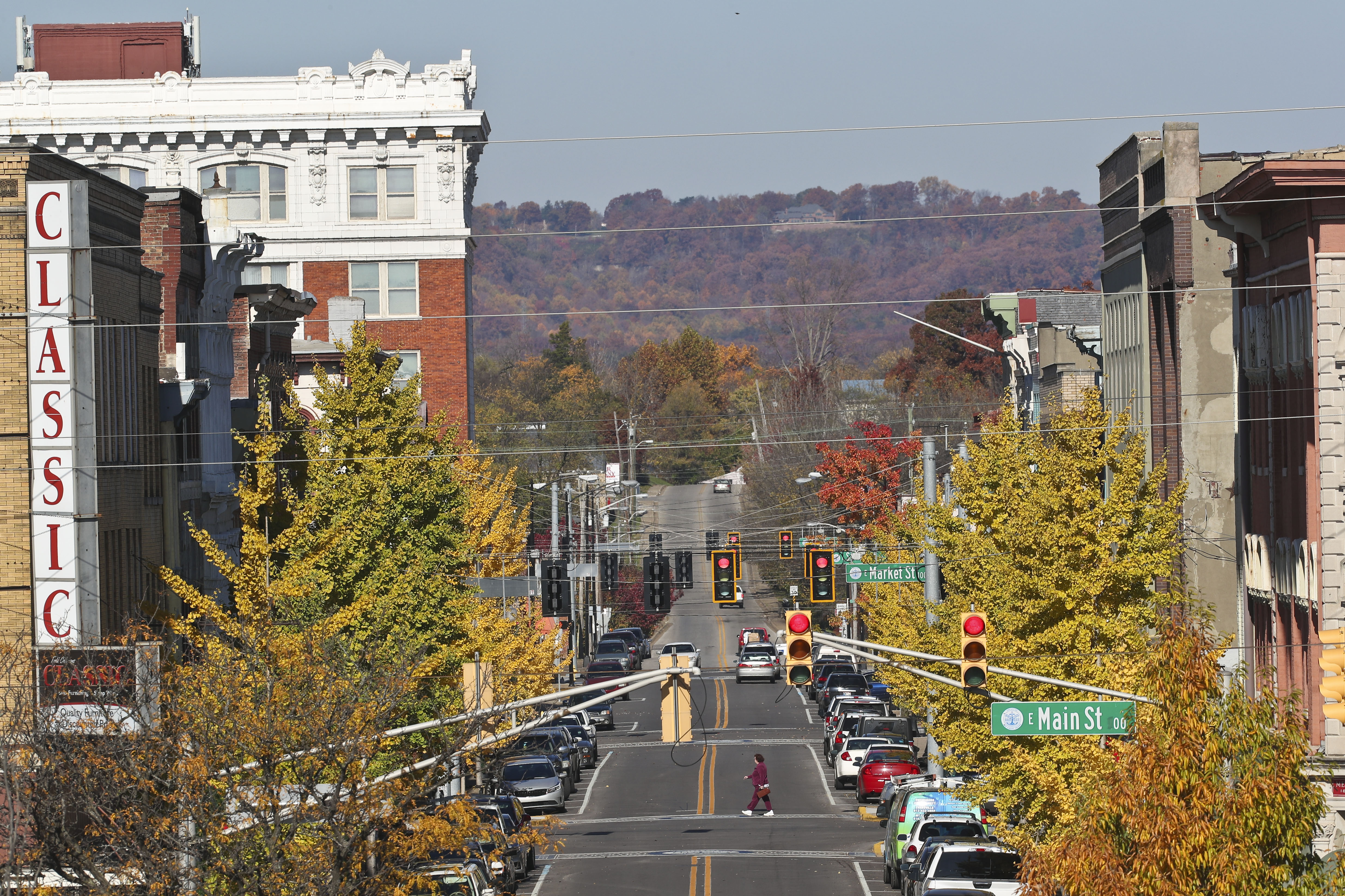
Pearl Streat
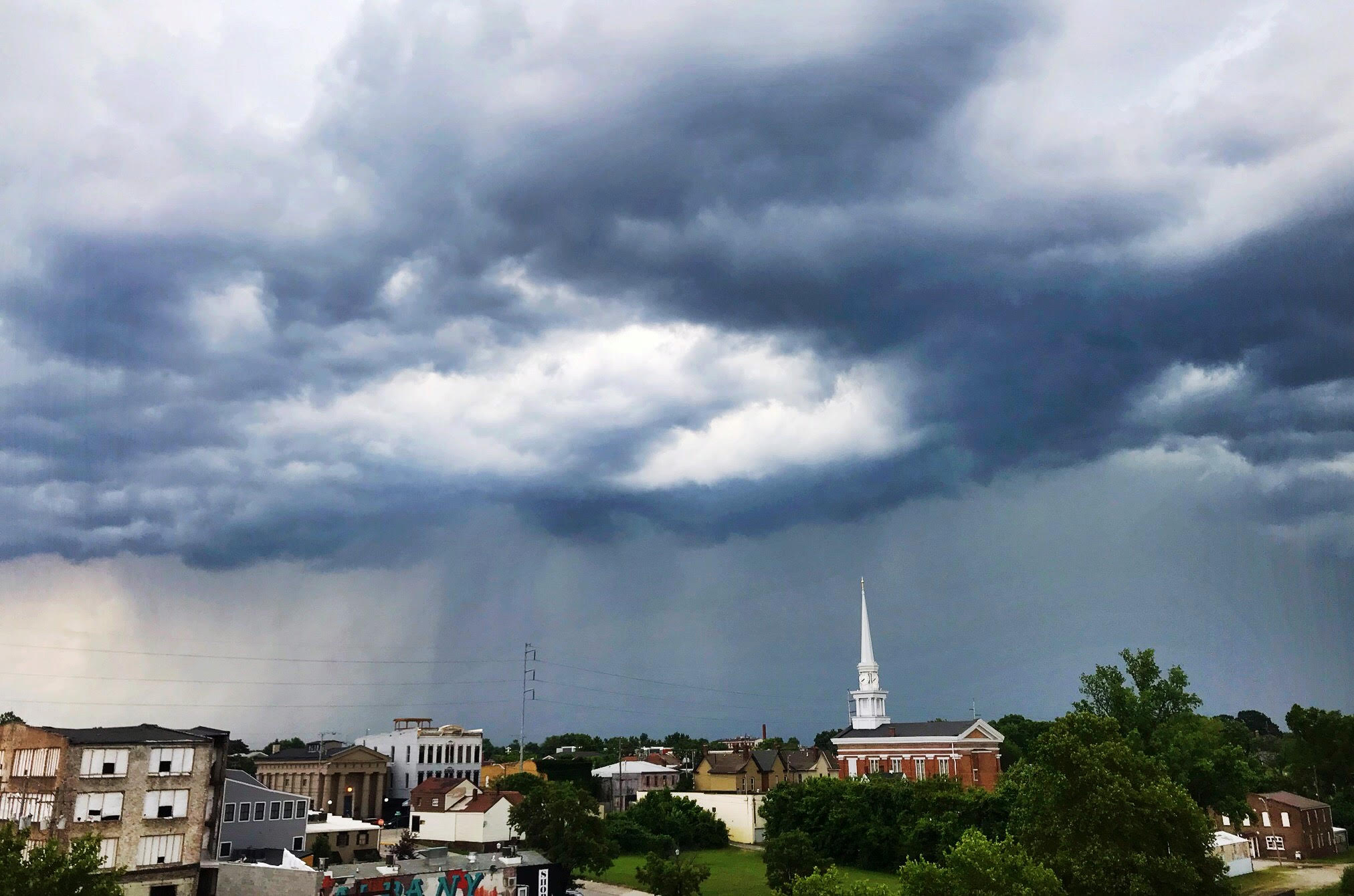
Blick auf die Downtown
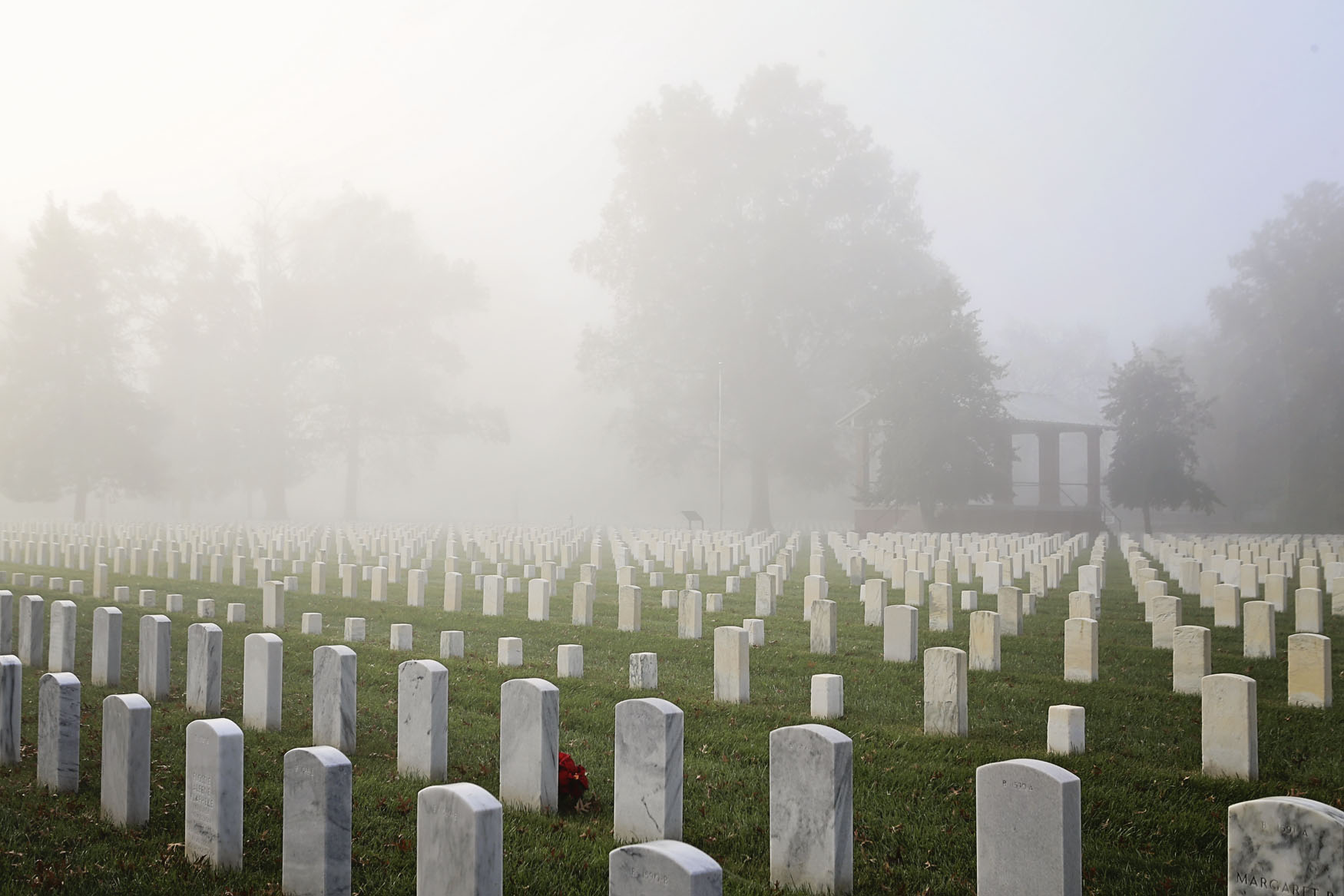
New Albany National Cemetery
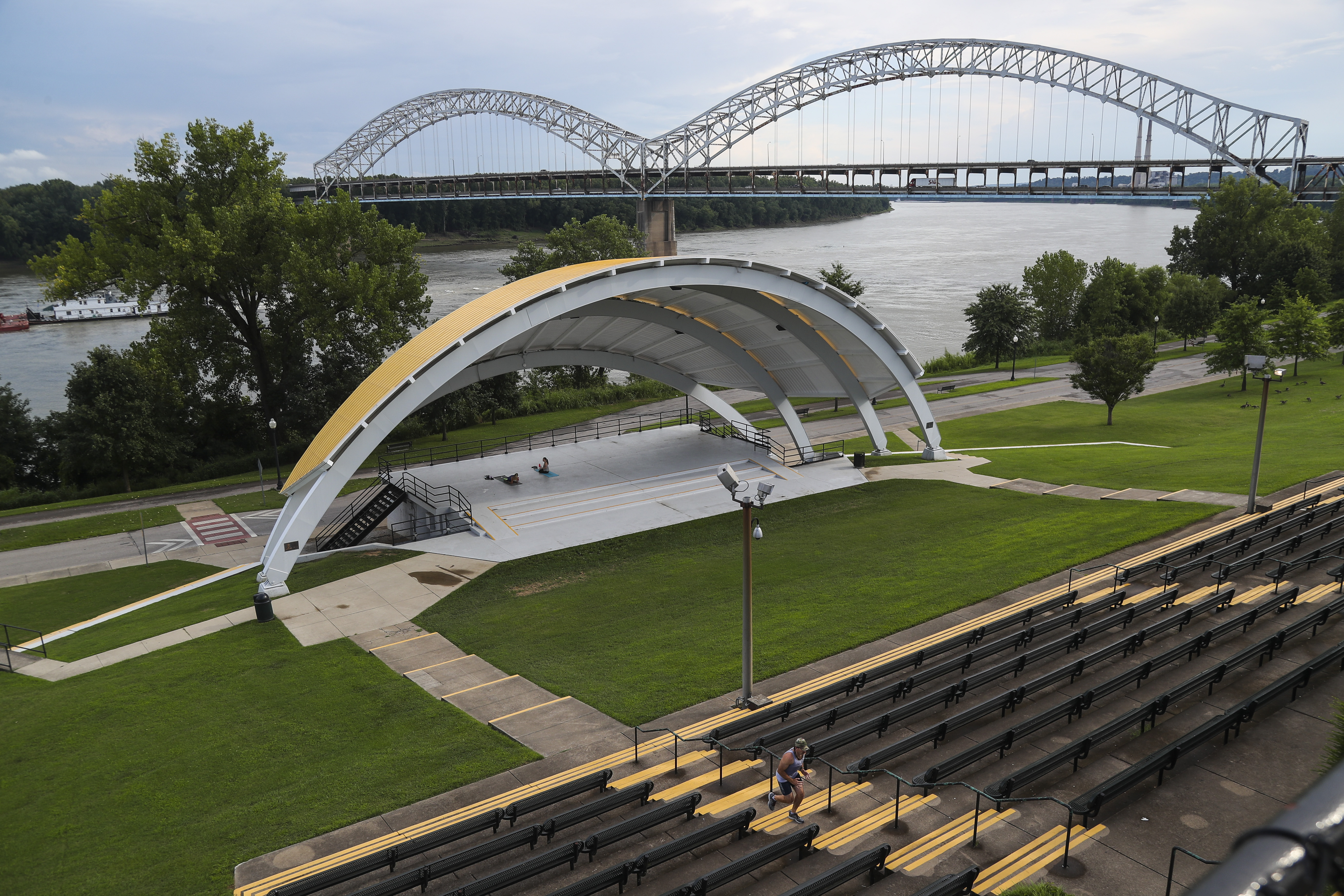
New Albany Riverfront und Sherman Minton Bridge